# جابواتاو دوس غوارارابيس
جابواتاو دوس غوارارابيس هي بلدية في البرازيل، ومستوطنة، تتبع بيرنامبوكو، بلغ عدد سكانها 644٬620  نسمة، في 2010، تبلغ مساحتها 256٫073 كيلومتر مربع، رمزها البريدي هو 54000-000.

## الموقع
تشترك في الحدود مع:
- ريسيفي.

## أعلام
- فالنتينو مانفريدونيا